# Fairfield Harbour (Carolina del Norte)
Fairfield Harbour es un lugar designado por el censo ubicado en el condado de Craven en el estado estadounidense de Carolina del Norte. La localidad en el año 2000, tenía una población de 1.983 habitantes en una superficie de 10.5 km², con una densidad poblacional de 264.5 personas por km².

## Geografía
Fairfield Harbour se encuentra ubicado en las coordenadas 35°4′27″N 76°57′39″O / 35.07417, -76.96083. Según la Oficina del Censo, la localidad tiene un área total de 10,5 km² (4,1 mi²), de la cual 7,5 km² (2,9 mi²) es tierra y 3 km² (1,2 mi²) (28.64%) es agua.

### Localidades adyacentes
El siguiente diagrama muestra a las localidades en un radio de 12 kilómetros (7,5 mi) de Fairfield Harbour.

## Demografía
En el 2000 la renta per cápita promedia del hogar era de $51.435, y el ingreso promedio para una familia era de $57.853. El ingreso per cápita para la localidad era de $27.368. En 2000 los hombres tenían un ingreso per cápita de $33.462 contra $19.954 para las mujeres. Alrededor del 3.60% de la población estaba bajo el umbral de pobreza nacional.